# Groote Tjariet

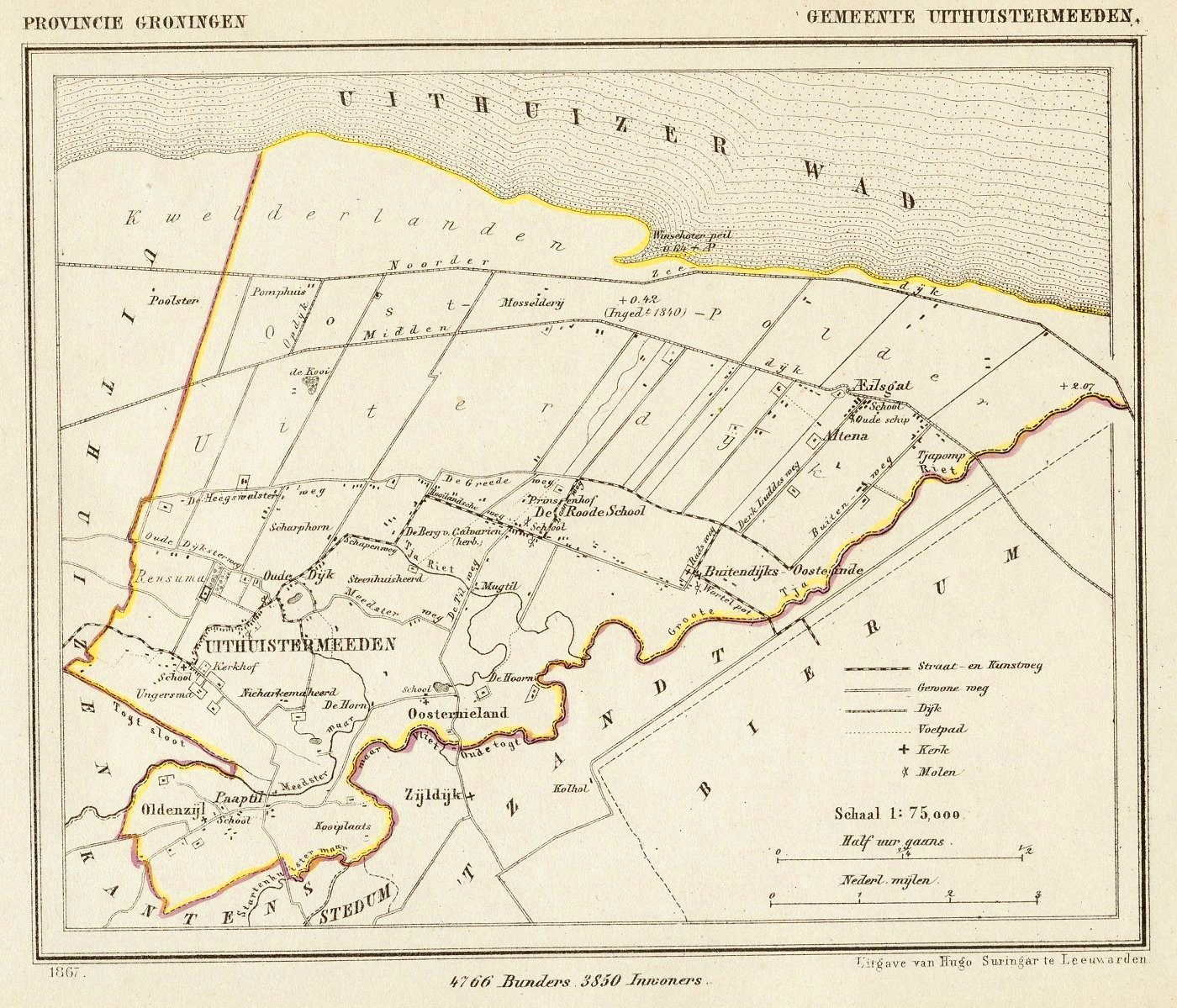
De "Tja Riet" en de "Groote Tja Riet" op een kaart van de voormalige gemeente Uithuistermeeden uit 1867.

De Groote Tjariet (ook: Tjariet, Gronings Tjoariet) is een rivier in het noorden van de provincie Groningen, die kan worden gezien als de van oorsprong buitendijkse voortzetting van de Fivel. Deze laatste is verzand. De Tjariet is blijven bestaan vanwege zijn grote betekenis voor de afwatering.
De Groote Tjariet wordt in 1682 vermeld als Tjæ Ryt of Tiæ Riet. De Kleine Tjariet komt voor op de bekende landkaart van Johan Sems uit 1631 als Spyckster Tiae.
Tjā(de) komt van het werkwoord tiā 'trekken' en betekent zowel 'grens'.als 'waterloop'. Het woord ist verwant met Nederlands tocht ('hoofdwatergang, poldersloot'), dat eveneens met het werkwoord 'trekken' (Middelnederlands tien) samenhangt. Een synoniem is zwet. Oudfriese juridische teksten gebruiken tha riūchta swetha ('de juiste grens') als alternatief voor thene riūchta tiā (eigenlijk: 'de door de rechter getrokken grens').
De Groote Tjariet is dan ook de buitendijkse grens tussen Fivelingo en Hunsingo. De binnendijkse grens is de gegraven watergang Maarvliet.
De Tjariet is ook een taalgrens. K. ter Laan meldt dat ten westen hiervan men wiend, kiend, spient, oap (aap) en hond zegt en ten oosten wind, kind, spint, hoap en ond. Verder vermeldt hij dat het ook de scheiding is tussen het slapen onder dekens (ten westen) en het slapen onder dekbedden (ten oosten).
Aan de Groote Tjariet, oostelijk van het dorp Oosteinde, stond in de Franse tijd een tolhuis, waar hutspot kon worden verkregen. Het huis op deze plek en de weg erlangs heten nog steeds Wortelpot. Iets verder stroomafwaarts, ter hoogte van het dorp Oudeschip, bevond zich de pomp door de slaperdijk met de naam Tjapomp.
Ten zuidoosten van de Groote Tjariet loopt een kleine waterloop met de naam Kleine Tjariet of Lutje Riet, een voortzetting van de geheel verdwenen rivier de Korrel.

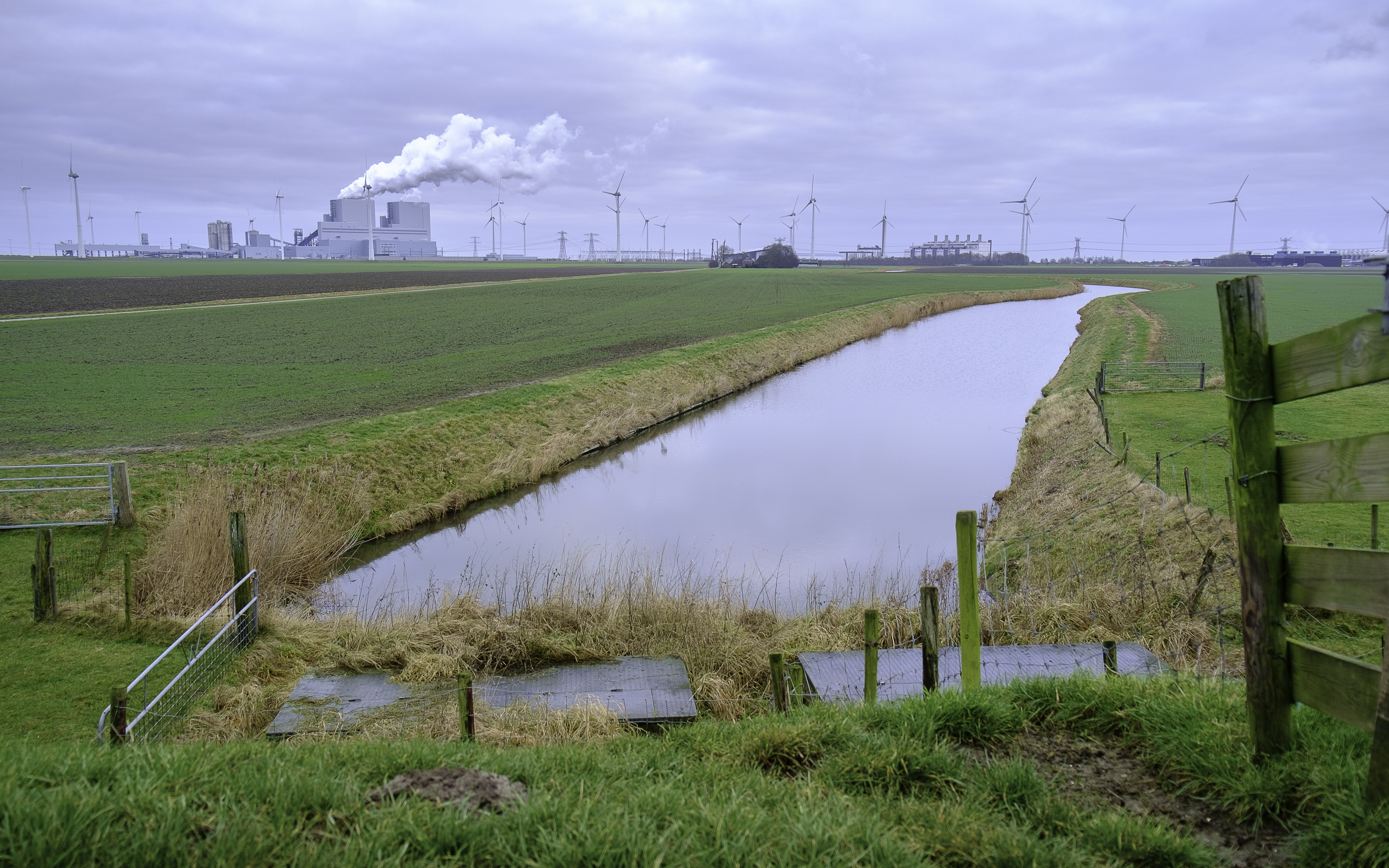
De Groote Tjariet vanaf de Slaperdijk. Aan de horizon is de Eemshaven te zien
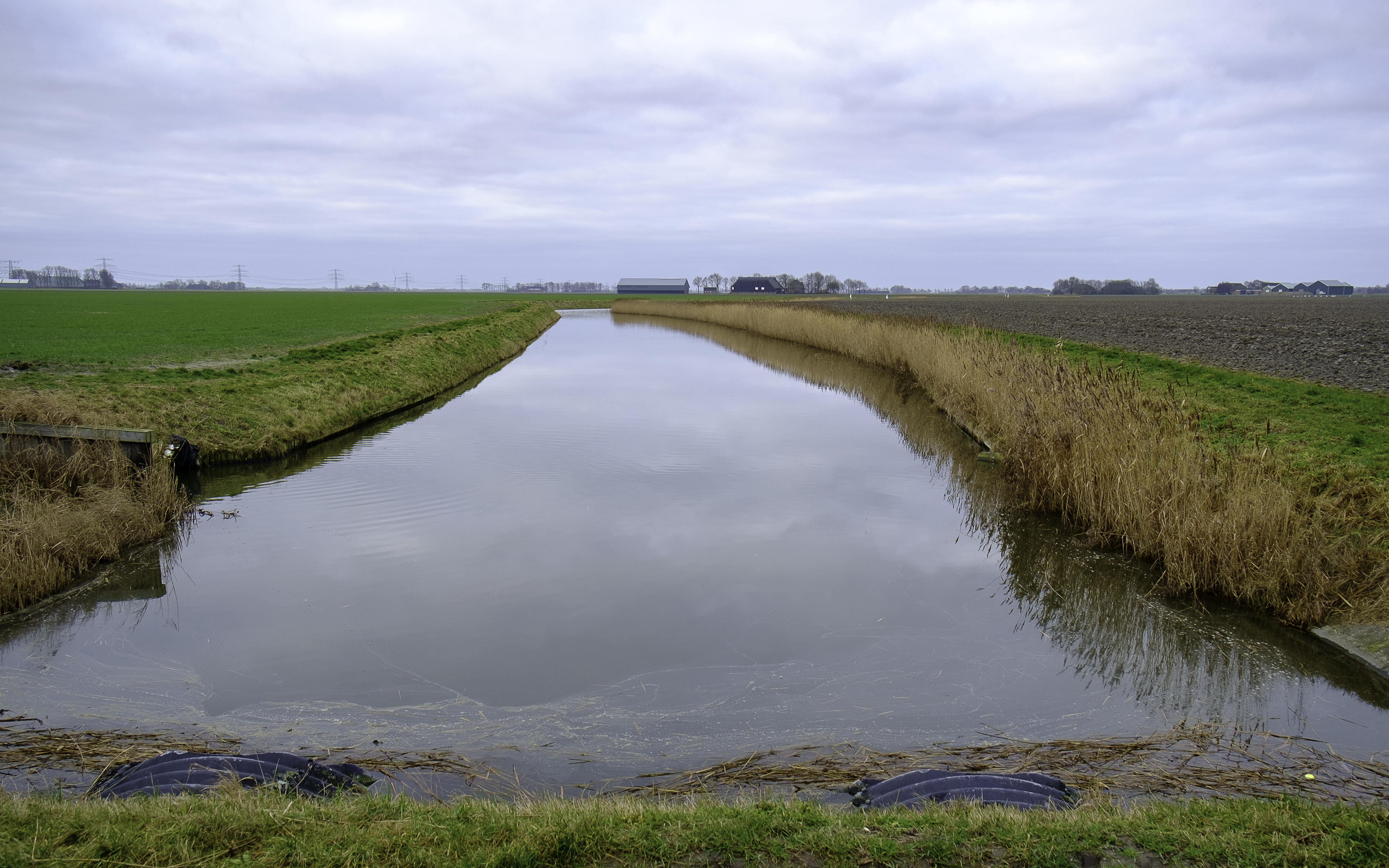
De Groote Tjariet het binnenland ingezien vanaf de Slaperdijk.
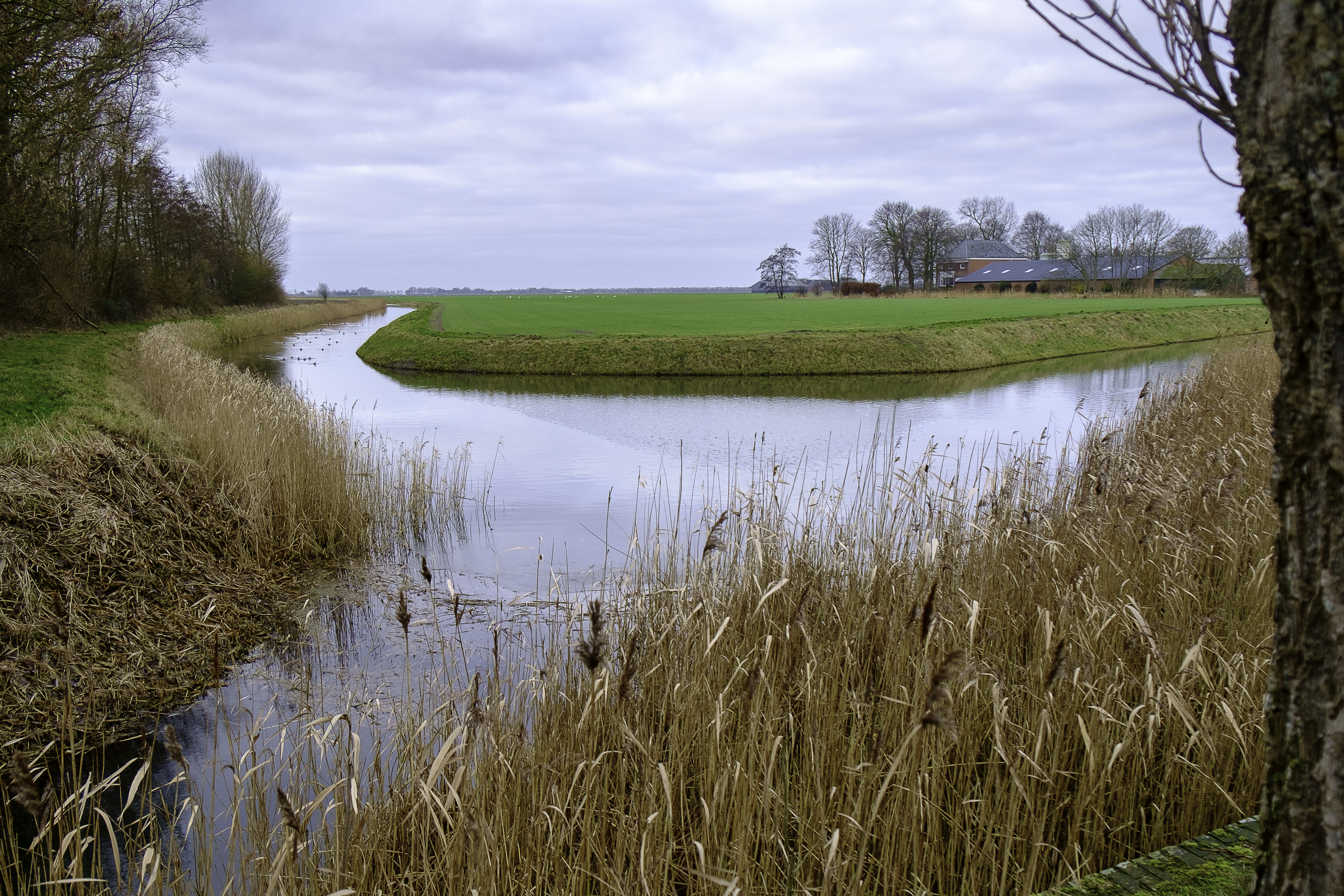
Kleine Tjariet bij Nooitgedacht met rechts het verbindingskanaal naar de Groote Tjariet